# ECTS-оцінки
ECTS-оці́нки використовуються для спрощення переведення оцінок між інститутами, забезпечуючи конвертованість внутрішніх оцінок інститутів.
| Шкала ECTS-оцінок: | Шкала ECTS-оцінок: | Шкала ECTS-оцінок:                              |
| ------------------ | ------------------ | ----------------------------------------------- |
| A                  | Відмінно           | відмінна робота з однією незначною помилкою     |
| B                  | Дуже добре         | вище за середнє, але з декількома помилками     |
| C                  | Добре              | звичайна робота з декількома значними помилками |
| D                  | Задовільно         | посередньо, зі значними недоліками              |
| E                  | Достатньо          | виконання задовольняє мінімум критеріїв оцінки  |
| FX                 | Не здано           | для одержання кредиту потрібна деяка доробка    |
| F                  | Не здано           | для одержання кредиту потрібна значна доробка   |